# Derechos digitales

Logo de derechos humanos

Los derechos digitales pueden ser vistos como la extensión de los derechos humanos consagrados en la Declaración Universal de Derechos Humanos al mundo digital. Bajo este concepto, el Consejo de Derechos Humanos de Naciones Unidas reconoce “que los mismos derechos que tienen fuera de línea las personas también deben protegerse en línea.” El término tiene estrecha relación con la protección y la realización de derechos existentes, tales como el derecho a la privacidad o la libertad de expresión (véase libertad de información), en el contexto de las tecnologías digitales, especialmente Internet.
Esta categoría es relevante porque la transformación digital debe tener como principio estructural maximizar la calidad de la democracia y los derechos. 

## Historia del término y acepciones
En los últimos años, el auge de las TIC ha generado nuevas prácticas cotidianas, lo que ha llevado a la creación de nuevas normas regulatorias en materia de comunicación y servicios digitales. En el uso de las redes digitales, se aplican, en la medida de lo posible, las normas existentes; como así también principios universalmente aceptados en el sistema internacional de derechos humanos. De esta manera, se observa que en internet, rigen derechos como libertad de expresión, inviolabilidad de las comunicaciones privadas, libertad de información y participación de la vida cultural de la comunidad.  
Con base en la pregunta ¿qué derechos tenemos quienes hacemos uso de los recursos digitales en internet?, la respuesta a la misma podríamos afirmar que aún está en discusión. La vigilancia digital y la necesidad de protección de datos son temáticas emergentes que vienen marcando fuertemente la agenda y accionar de movimientos sociales que se ocupan de los derechos humanos en Internet; tales como el feminismo y el hacktivismo.   
El conjunto de derechos que deben ser garantizados se renuevan a medida que aparecen nuevos riesgos conforme a la innovación tecnológica, van imponiendo nuevos modos de funcionamiento y aplicaciones. Así sucede en el ámbito de la inteligencia artificial o las neurociencias. Sin embargo, existen principios orientadores tendientes a garantizar la libertad de expresión en internet, como el acceso, el pluralismo, la no discriminación y la privacidad.   
Algunos autores consideran a este conjunto como la cuarta generación de Derechos Humanos, consistiendo en una ampliación de las distintas conquistas de aquellos de primera, segunda y tercera generación aplicados al contexto digital. La cuestión de los derechos digitales ha adquirido tal relevancia que se han considerado derechos de cuarta generación junto con los derechos ecológicos, el derecho a la democracia y el derecho a la solidaridad.
En 1997, Robert Gelman propuso una Declaración de Derechos en el Ciberespacio entre los que se define que las ideas y las opiniones de todos los seres humanos merecen igualdad de oportunidades de expresar y compartir sus ideas y opiniones, sin distinción basada en jurisdicciones físicas o políticas, ni por el método de acceso a la red.

## Legislación vigente en materia de derechos digitales y ciudadanía
En España, el título X de la Ley Orgánica 3/2018, el 5 de diciembre, de Protección de Datos Personales y garantía de los derechos digitales establece con carácter pionero una regulación sobre la materia. Dicha ley derogó a la anterior Ley Orgánica 15/1999 de Protección de Datos de Carácter Personal, para así adecuar el derecho interno español a los lineamientos establecidos en el Reglamento General de Protección de Datos vigente en Europa. 
Concretamente, el título X de la LOPDGDD regula los derechos y libertades predicables al entorno de Internet como la neutralidad de la Red y el acceso universal o los derechos a la seguridad y educación digital, así como los derechos al olvido en búsquedas de Internet o redes sociales y análogas, a la portabilidad en redes sociales y equivalentes y al testamento digital. Ocupa un lugar relevante el reconocimiento del derecho a la desconexión digital en el marco del derecho a la intimidad en el uso de dispositivos digitales en el ámbito laboral y la protección de los menores en Internet. Finalmente, resulta destacable la garantía de la libertad de expresión y el derecho a la aclaración de informaciones en medios de comunicación digitales. 
En Argentina se encuentra en vigencia desde diciembre de 2014 la Ley 27.078, Ley Argentina Digital, que declara de interés público el desarrollo de las TICs, las Telecomunicaciones y sus recursos asociados con el objetivo de garantizar el acceso de toda la ciudadanía a los servicios de la información y las comunicaciones en condiciones sociales y geográficas equitativas y con los más altos parámetros. Además existe una amplía normativa vigente en relación con los derechos digitales de los ciudadanos argentinos, entre las que se comprenden leyes específicas en relación protección de datos personales (Ley 25.326. Ley de Protección de los Datos Personales.) o el acceso a la información pública (Ley 27.275. Derecho de Acceso a la Información pública.), entre otras.
En Panamá, se cuenta con la Ley de Protección de Datos Personales, la cual entró en vigencia el 29 de marzo de 2021. Según los legisladores, esta ley tiene por objeto establecer los principios, derechos, obligaciones y procedimientos que regulan la protección de datos personales. A través de esta Ley, buscan darle a la persona ya sea natural o jurídica, la posibilidad de ejercer sus derechos ARCO. Con esta disposición, los mismos podrán solicitar el acceso, la rectificación, cancelación y oposición sobre el tratamiento de los datos personales, ante entidades públicas y privadas.

## Instrumentos Internacionales sobre Derechos digitales y la privacidad
Existen varios instrumentos internacionales como Tratados, Declaraciones y Pactos que resaltan la importancia de la protección de los Derechos digitales en específico la privacidad de datos. Podemos mencionar:
- Artículo 12 de la Declaración Universal de los Derechos Humanos: "Nadie será objeto de injerencias arbitrarias en su vida privada, su familia, su domicilio o su correspondencia, ni de ataques a su honra o a su reputación. Toda persona tiene derecho a la protección de la ley contra tales injerencias o ataques".[1]
- Artículo 17 Pacto Internacional de Derechos Civiles y Políticos:[13]
  1. Nadie será objeto de injerencias arbitrarias o ilegales en su vida privada, su familia, su domicilio o su correspondencia, ni de ataques ilegales a su honra y reputación.
  2. Toda persona tiene derecho a la protección de la ley contra esas injerencias o esos ataques.
- Declaración Latinoamericana de Derechos Humanos durante la XXV Asamblea Ordinaria del Parlamento Latinoamericano:[14]
  - Punto 25: El Derecho al acceso a las nuevas tecnologías de información y comunicación
  - Punto 28: El Derecho a la protección de la intimidad y datos personales mediante el recurso del Habeas Data

## United Nations Human Rights Council (2011-2012)
Algunas de las 88 recomendaciones formuladas por el Relator Especial sobre la promoción y protección del derecho a la libertad de opinión y de expresión en un informe de mayo de 2011 al Consejo de Derechos Humanos de las Naciones Unidas de la Asamblea General de las Naciones Unidas apoyaban el argumento de que el acceso a internet en sí mismo es o debería convertirse en un derecho humano fundamental.
67. A diferencia de cualquier otro medio, Internet permite a las personas buscar, recibir y difundir información e ideas de todo tipo de forma instantánea y barata a través de las fronteras nacionales. Al ampliar enormemente la capacidad de las personas para disfrutar de su derecho a la libertad de opinión y de expresión, que es un "habilitador" de otros derechos humanos, Internet impulsa el desarrollo económico, social y político, y contribuye al progreso de la humanidad en su conjunto....
79. El Relator Especial hace un llamamiento a todos los Estados para que garanticen el mantenimiento del acceso a Internet en todo momento, incluso en tiempos de agitación política.
El Consejo de Derechos Humanos de las Naciones Unidas declaró la libertad de Internet un Derecho Humano en 2012.

## Ciberderechos
Entre ellos podemos encontrar los denominados "ciberderechos":
- Derecho a la libre expresión
- Derecho a la privacidad en línea (privacy online)
- Derecho al acceso al ciberespacio (acceso al internet) independientemente de los niveles de ingreso, la ubicación geográfica o las discapacidades de los usuarios.
- Derecho a asociarse en comunidades en línea (conocidas también como comunidades virtuales).[15]
- Derecho a tener cobertura global.
- Derecho a la comunicación.
- Derecho a la privacidad.
- Derecho a producir contenidos sin sufrir intimidaciones.
- Derecho a recibir información veraz y documentada.
- Las personas somos los administradores de la Red y no sus propietarios.
- La administración de la red debe ser abierta e inclusiva.
- Protección frente a los abusos de las neurotecnologías y de la IA.
- La Red debe reflejar la diversidad humana, y no homogenizarla.[16]

## Debate de los ciberderechos
Algunos sostienen y mantienen la convicción de que el ciberespacio, particularmente internet, debe ser territorio libre para la expresión y comunicación de todas las ideas, sin que ello implique la interferencia, ni la regulación impuesta por las instituciones estatales. 
Actualmente los llamados ciberderechos no son ejercidos por completo a causa de faltas de políticas, implicadas en el bien común.
Esto conlleva a que el derecho exista en su teoría pero no en su práctica. 

Algunos críticos de los ciberderechos, sostienen que dichos derechos no son exclusivos del ciberespacio o de ese "mundo virtual", sino que son una extensión más de lo que ya sucede en el mundo material. Consideran pues, que resulta importante regular el internet, a efecto de que no se vulneren los derechos de propiedad intelectual, así como también, no sirva dicha tecnología, como instrumento de actividades delictivas.
Es importante entender la diferencia entre libertad y libertinaje, ya que estos derechos deben proteger también la dignidad humana de terceros.

## Movimientos en defensa de los ciberderechos
Entre algunos de los movimientos se encuentran los siguientes:

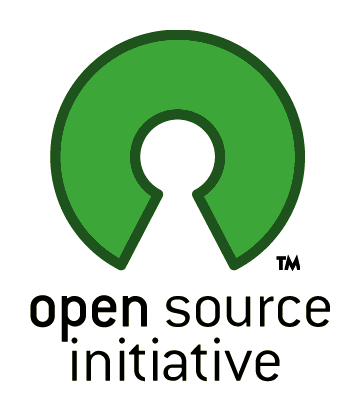
Logotipo de la Open Source Initiative, organización dedicada a la promoción del código abierto, pionera en la popularización del término.

Fuente abierta: Se dan cuando existen organizaciones dedicadas a defender los sistemas de código abierto o compartido, en contra de los llamados sistemas propietarios o cerrados. 
En contra de los intentos de regulación penal: Para oponerse de las intenciones de regulación y legislación de gobiernos en el combate en contra del cibercrimen. 
Defensa de la información privada: En contra de las políticas de inspección y obtención, de toda información electrónica. Esto abarca correos electrónicos, redes sociales, e incluye diferentes patrones de navegación de cada usuario de la Red.
Anticomerciales: En contra de los correos electrónicos no solicitados con fines comerciales, los denominados spam.
Libertad de expresión: Campañas a favor de la libertad del pensamiento en el ciberespacio.
Codificación: Campañas a favor de la posibilidad de recopilar la comunicación electrónica (por razones de seguridad, privacidad, etc) .
Divulgación del conocimiento: Actividades encaminadas a la difusión de contenidos educativos.
Transparencia: Petición a los entes gubernamentales y privados de publicar su información.